# العلاقات البلطيقية السوفييتية

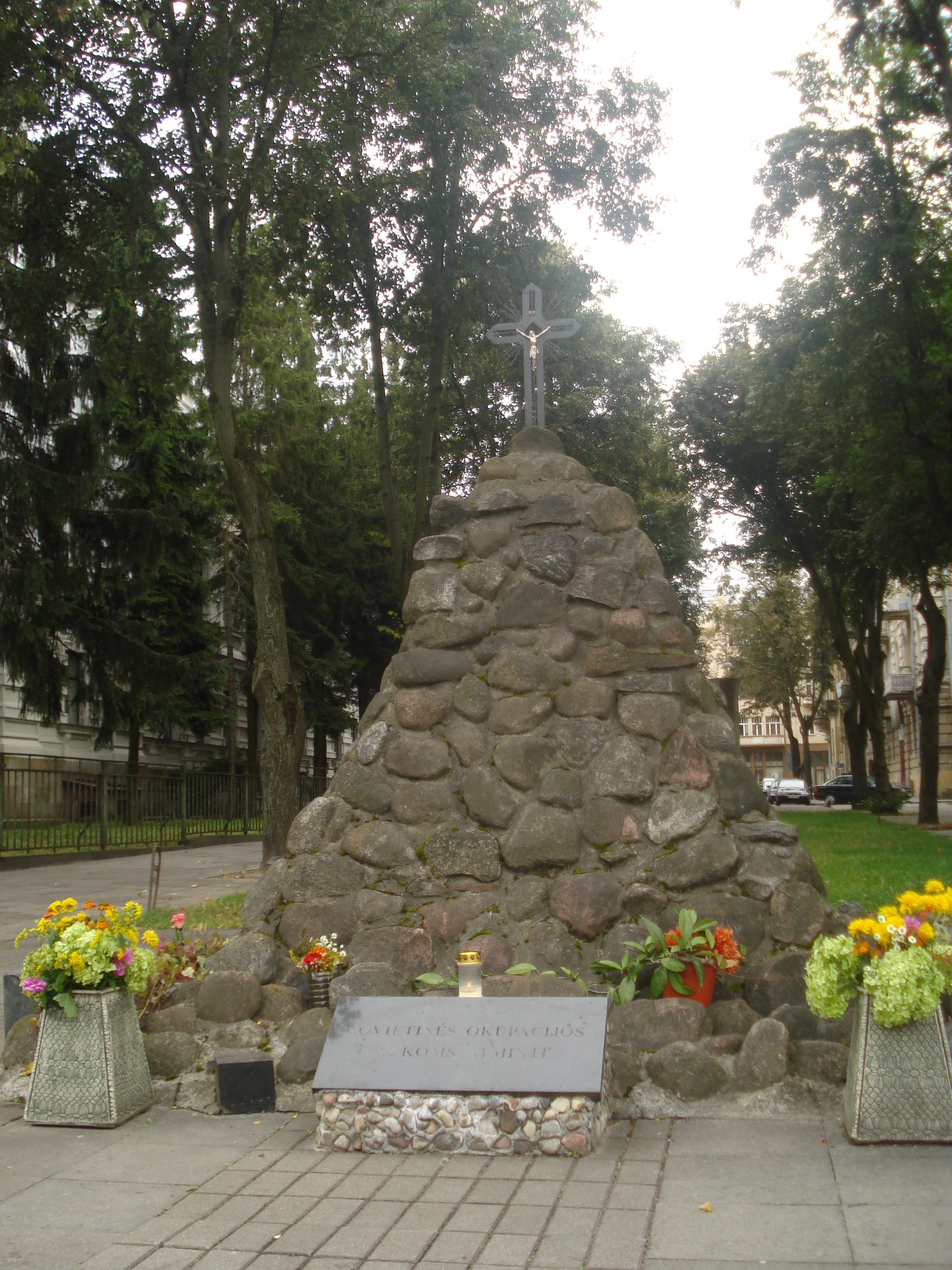
نصب للضحايا الليتوانيين الذين قضوا في ظل الاحتلال السوفيتي للبلاد في العاصمة فيلنيوس

بدأت الأحداث ذات الصلة بدول البلطيق والاتحاد السوفييتي حين، في أعقاب صراع روسيا البلشفية مع دول البلطيق –ليتوانيا ولاتفيا وإستونيا، وُقعت العديد من معاهدات السلام مع روسيا وخليفتها، الاتحاد السوفييتي. في أواخر عشرينيات وأوائل ثلاثينيات القرن العشرين، وقع الاتحاد السوفييتي ودول البلطيق الثلاث معاهدات عدم اعتداء. أكد الاتحاد السوفييتي أيضًا أنه سيلتزم بمعاهدة كيلوغ-برياند فيما يتعلق بجيرانه، بما في ذلك إستونيا ولاتفيا، وانضم إلى مؤتمر لتعريف «العدوان» ضم جميع بلدان البلطيق الثلاث.
في عام 1939، دخل الاتحاد السوفييتي وألمانيا النازية اتفاق مولوتوف-ريبنتروب الذي تضمن بروتوكولات سرية تقسم أوروبا الشرقية إلى «مناطق نفوذ» مع وقوع لاتفيا وإستونيا في نطاق السوفييت. وضع تعديل لاحق على البرتوكولات السرية ليتوانيا داخل نطاق السوفييت. في يونيو من عام 1940، غزا الاتحاد السوفييتي دول البلطيق وضم تلك البلدان مثل جمهورية ليتوانيا الاشتراكية السوفيتية وجمهورية إستونيا الاشتراكية السوفييتية وجمهورية لاتفيا الاشتراكية السوفييتية. في عام 1941، كجزء من عملية باربوسا، غزت ألمانيا دول البلطيق التي أديرت لاحقًا تحت مفوضية الرايخ أوستلاند حتى عام 1944. في عام 1944، غزا الاتحاد السوفييتي دول البلطيق مرة أخرى.
بقيت أراضي دول البلطيق تحت السيطرة السوفييتية كجمهوريات اشتراكية سوفييتية حتى عام 1991. لم تعترف غالبية حكومات العالم الغربي بالضم السوفييتي لدول البلطيق بحكم القانون، ولو أن بعض الدول اعترفت فعلًا بذلك الضم بحكم الأمر الواقع. في يوليو من عام 1989، في أعقاب الأحداث الدراماتيكية في ألمانيا الشرقية، أعلنت السوفييتات الأعلى لدول البلطيق عزمها على استعادة الاستقلال الكامل. في عام 1991، نالت دول البلطيق الاستقلال واستعادت سيادتها مع تفكك الاتحاد السوفييتي.

## الثورة الروسية والمعاهدات التي أثّرت على العلاقات السوفييتية البلطيقية
استولى البلاشفة على السلطة في أعقاب الثورة الروسية في عام 1917. بعد إعلان دول البلطيق استقلالها بعد توقيع الهدنة، شنت روسيا البلشفية الغزو مع نهاية عام 1918. نشرت صحيفة إزفيستيا في عددها الصادر في 25 ديسمبر 1918 أن «إستونيا ولاتفيا وليتوانيا تقع مباشرةً على الطريق من روسيا إلى أوروبا الغربية وبالتالي هي تشكل عائقًا أمام ثوراتنا ...... ويجب تدمير هذا الجدار الفاصل». إلا أن روسيا البلشفية لم تسيطر على دول البلطيق وأبرمت في عام 1920 معاهدات سلام مع الدول الثلاث.

### معاهدات السلام
- إستونيا، معاهدة تارتو في 2 فبراير 1920[2]
- ليتوانيا، معاهدة السلام السوفييتية الليتوانية في 12 يوليو 1920[3]
- لاتفيا، معاهدة ريغا في 11 أغسطس 1920[4]

في هذه المعاهدات، تخلت روسيا البلشفية «إلى الأبد» عن جميع الحقوق السيادية على هذه الشعوب والأراضي الثلاثة التي كانت في السابق تابعةً لروسيا. في عام 1922، اندمجت جمهورية روسيا الاتحادية الاشتراكية السوفييتية وجمهورية أوكرانيا الاشتراكية السوفيتية وجمهورية بيلاروسيا الاشتراكية السوفييتية وجمهورية ما وراء القوقاز السوفيتية الاشتراكية رسميًا كجمهوريات منشئةً اتحاد الجمهوريات السوفيتية الاشتراكية أو الاتحاد السوفييتي.

### معاهدات عدم اعتداء
في وقت لاحق، وبمبادرة من الاتحاد السوفييتي، أبرمت معاهدات عدم اعتداء إضافية مع دول البلطيق الثلاث:
- ليتوانيا، في 28 سبتمبر 1926[8]
- لاتفيا، في 5 فبراير 1932[9]
- إستونيا في 4 مايو 1932[10]

تعهدت الأطراف المتعاقدة بالامتناع عن الأعمال العدوانية ضد بعضها بعضًا، وعن أي أعمال عنف تستهدف سلامة أراضي الطرف المتعاقد الآخر وحرمته أو استقلاله السياسي. علاوة على ذلك، اتفقوا على إحالة جميع النزاعات بغض النظر عن أصلها والتي لا يمكن تسويتها دبلوماسيًا إلى تحكيم رسمية في لجنة مشتركة.

### ميثاق كيلوغ-برياند وميثاق ليتفينوف
في 27 أغسطس من عام 1928، تبنّت الولايات المتحدة وألمانيا وبلجيكا وفرنسا وبريطانيا العظمى والهند وإيطاليا واليابان وبولندا وجمهورية تشيكوسلوفاكيا ميثاق كيلوغ-برياند الذي ينبذ الحرب كأداة للسياسة الوطنية. بعد هذا التبني، وقع الاتحاد السوفييتي على بروتوكول يؤكد الالتزام ببنود الميثاق مع جيرانه: إستونيا ولاتفيا وبولندا ورومانيا في 9 فبراير 1929. أعلنت ليتوانيا التزامها بالاتفاق والبروتوكول بعد ذلك بفترة قصيرة في 5 أبريل 1929. بتوقيعها للميثاق، اتفقت الأطراف المتعاقدة على ما يلي:
- إدانة الحرب كملاذ لحل النزاع والتخلي عنها كأداة في السياسة،
- وأنه ينبغي تسوية جميع النزاعات والصراعات بالطرق السلمية فقط.[13]

مع هذا التأكيد على الالتزام بهذه البروتوكولات (في حين لم تكن قد مررت الميثاق بعد) وما يرتبط به من إيداعات لصكوك الانضمام إلى الميثاق، أصبحت إستونيا ولاتفيا وليتوانيا والاتحاد السوفييتي (المدرجة باسم روسيا) من الدول الموقعة على ميثاق كيلوغ-برياند نفسه يوم دخوله حيز التنفيذ في 24 يوليو 1929.

### اتفاقية تعريف العدوان
في 3 يوليو 1933، وللمرة الأولى في التاريخ عُرّف العدوان في معاهدة ملزمة وُقّعت في السفارة السوفييتية في لندن من قبل الاتحاد السوفييتي ودول البلطيق من بين دول أخرى. يحدد البند الثاني ِأشكال العدوان «ستعَد معتدية الدولة التي تكون أول دولة ترتكب أحد الأفعال التالية:
- أولًا – إعلان حرب على دولة أخرى
- ثانيًا – غزو القوات المسلحة لأراضي دولة أخرى حتى دون إعلان حرب
- ثالثًا – هجومًا من قبل قواتها البرية أو البحرية أو الجوية، حتى بدون إعلان حرب على الإقليم، على السفن أو أجهزة الطيران التابعة لدولة أخرى
- رابعًا – حصارًا بحريًا لسواحل أو موانئ دولة أخرى
- خامسًا – الدعم المقدم للفرق المسلحة المنظمة على أراضيها والتي ستغزو أراضي دولة أخرى، أو رفض، على الرغم من مطالبة الدولة التي تعرضت للغزو، أن تتخذ على أراضيها جميع الخطوات التي ضمن صلاحياتها لحرمان العصابات المذكورة أعلاه من جميع المساعدات أو الحماية».

بعد ذلك ينص البند الثاني من اتفاقية تعريف العدوان على أنه «لا يجوز استخدام أي اعتبارات سياسية أو عسكرية أو اقتصادية أو غيرها كذريعة أو مبرر للعدوان المشار إليه في البند الثاني». وبينما يطرح ملحق البند الثاني أسبابًا يمكن تصورها للتدخل في دولة مجاورة، فإنه ينص أيضًا على أن «الأطراف المتعاقدة العليا توافق أيضًا على الاعتراف بأن هذه الاتفاقية لا يمكن أبدًا أن تضفي الشرعية على أي انتهاكات للقانون الدولي قد تكون متضمنة في الظروف المشمولة في القائمة أعلاه».

## ميثاق مولوتوف-ريبيينتروب وإنذار عام 1939
في 24 أغسطس 1939، وقّع الاتحاد السوفييتي وألمانيا النازية اتفاقية مولوتوف-ريبينتروب التي تضمنت بروتوكولًا سريًا يقسم دول شمال وشرق أوروبا إلى «مناطق نفوذ» ألمانية وسوفييتية. سيجري التنازل عن فنلندا وإستونيا ولاتفيا للمجال السوفييتي. وستقع ليتوانيا في مجال النفوذ الألماني، على الرغم من أن البروتوكول السري الثاني المتفق عليه في سبتمبر 1939 تنازل عن معظم ليتوانيا إلى الاتحاد السوفييتي.
رضوخًا للضغط السوفييتي، لم تُمنح إستونيا ولاتفيا وليتوانيا أي خيار سوى التوقيع على ما يسمى بميثاق الدفاع والمساعدة المتبادلة الذي سمح للاتحاد السوفييتي بنشر قواتٍ فيها. أكدت هذه الميثاقات الحقوق السيادية لدول البلطيق. مثلًا، ينص ميثاق المساعدة المتبادلة مع لاتفيا (الموقع في 5 أكتوبر 1939) على ما يلي: «لا يجوز بأي حال من الأحوال أن يضعف تنفيذ هذا الميثاق الحقوق السيادية للأطراف المتعاقدة، ولا سيما في ما يتعلق ببنيتها السياسية ونظمها الاجتماعية والاقتصادية وتدابيرها العسكرية».

## الغزو والضم السوفييتي عام 1940
في منتصف يونيو من عام 1940، حين تركز الاهتمام الدولي على الغزو الألماني لفرنسا، شنّت قوات إن كي في دي السوفييتية غارات على مواقع حدودية في ليتوانيا وإستونيا ولاتفيا.